# Botowo (rejon czerepowiecki)
Botowo (ros. Ботово) – wieś (dieriewnia) w Rosji, w obwodzie wołogodzkim, w rejonie czerepowieckim. W 2010 liczyła 2451 mieszkańców.